# Großbottwar
Großbottwar là một thị xã ở huyện Ludwigsburg, Baden-Württemberg, Đức. Đô thị này có diện tích 25,51 km², dân số thời điểm ngày 31 tháng 12 năm 2006 là 8391 người. Đô thị này có cự ly 13 km về phía đông bắc của Ludwigsburg, và 16 km về phía đông nam của Heilbronn.